# Alessia Santeramo
Alessia Carmen Santeramo (née le 2 octobre 1998 à Barletta, en Italie) est une joueuse d'échecs italienne, championne d'Italie en 2014.

## Parcours sportif

### Palmarès dans les compétitions jeunes
Alessia Santeramo commence à jouer aux échecs à l'âge de 8 ans. Elle est championne d'Italie dans les catégories des filles de moins de 10 ans en 2008, dans celle de filles de moins de 12 ans en 2010 et dans celle des filles de moins de 16 ans en 2013,.
En 2014, Alessia Santeramo participe au championnat d'Europe d'échecs de la jeunesse dans la catégorie des filles de moins de 16 ans, qui se déroule à Batoumi, en Géorgie. Elle termine à la septième place.
En 2015, elle s'adjuge la troisième place lors du championnat féminin qui se déroule à Giovinazzo, ce qui lui permet de devenir championne d'Italie dans la catégorie des filles de moins de 20 ans.

En 2016, elle participe au championnat du monde des jeunes dans la catégorie des filles de moins de 18 ans qui se déroule à Khanty Mansiïsk, en Russie. Elle obtient finalement 6 points (4 victoires, 4 nuls et 3 défaites) pour une 19e place finale. La même année, elle est sacrée championne d'Italie dans la catégorie des filles de moins de 18 ans à Pérouse. Le championnat des moins de 18 ans comptait dans la catégorie "junior".

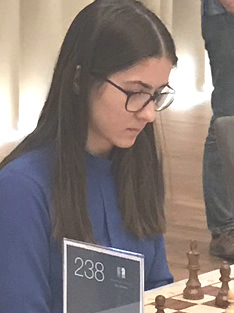
Alessia Santeramo à Karlsruhe pendant le Grenke Chess Open, en 2019

En 2017, Alessia Santeramo devient championne d'Italie dans la catégorie des filles de moins de 20 ans, à Cosenza. Elle remporte donc le championnat "junior" pour la deuxième fois.
En 2014 à Fano, elle remporte le championnat d'Italie d'échecs. C'est la première fois qu'elle remporte le championnat national féminin depuis qu'elle a quitté les championnats jeunes.
En 2015, elle se hisse à la troisième place lors du championnat d'Italie féminin qui se joue à Giovinazzo.
En 2017, elle est championne d'Italie féminin en blitz et en parties rapides. Elle monte ensuite sur la troisième marche du podium au championnat général qui se déroule à Cosenza.
En 2019, à Padoue, elle est vice-championne d'Italie derrière Elena Sedina, après avoir battu notamment l'ancienne championne Tea Gueci lors des éliminatoires de cette édition.

### Parcours en clubs
Alessia Santeramo est trois fois vice-championne d'Italie féminine lors des éditions du championnat d'Italie d'échecs des clubs qui se déroulent en 2012, avec l'équipe de Scacchisti.it, en 2015 avec Cielo D'Alcamo Scacchi, et en 2016 avec Lazio Scacchi.
Dans les années 2017, 2018 et 2019, elle remporte le championnat d'Italie des clubs avec l'équipe Caissa Italia Pentole Agnelli.

### Parcours avec l'équipe nationale italienne
En 2015, elle fait partie de l'équipe nationale italienne participant au championnat d'Europe féminin des nations qui se déroule à Reykjavik, en Islande. Appelée en réserve, elle joue 6 matchs lors des neuf rondes programmées, obtenant 3 victoires et 3 matchs nuls, pour un pourcentage de 75%, ce qui lui vaut la médaille d'argent parmi les réserves,.
En 2016, elle joue pour l'Italie lors de la 42e édition des olympiades d'échecs, qui se déroulent à Bakou, en Azerbaïdjan. Egalement en réserve à cette occasion, elle joue quatre matchs parmi les 11 rondes programmées, obtenant un score d'une seule victoire pour trois défaites.

### Titres internationaux décernés par la FIDE
Alessia Santeramo a un classement Elo de 2217 en octobre 2014, faisant d'elle la 47e joueuse  au monde dans la catégorie des filles de moins de 20 ans sur la liste FIDE . Quelques mois plus tard, la FIDE lui décerne le titre de Maître FIDE féminin (MFF).